# Diaea mutabilis
Diaea mutabilis är en spindelart som beskrevs av Kulczynski 1901. Diaea mutabilis ingår i släktet Diaea och familjen krabbspindlar.
Artens utbredningsområde är Etiopien. Inga underarter finns listade i Catalogue of Life.